# 神代町
神代町（じんだいまち）とは、神奈川県、東京府、東京都北多摩郡にかつて存在した町である。現在の調布市のおおむね野川以北に位置する。

## 歴史

### 首長
- 富澤松之助1889年6月〜1893年6月
- 清水彦太郎1893年7月〜1901年7月
- 富澤兵蔵1901年8月〜1906年12月
- 富澤仙之助1907年1月〜1915年1月
- 倉田杉太郎1915年1月〜1919年1月
- 富澤晴明1919年2月〜1927年2月
- 小林玄次郎1927年2月〜1931年3月
- 富澤晴明1931年5月〜1933年5月
- 新井七郎1933年6月〜1943年4月
- 井上萬蔵1943年5月〜1946年11月
- 大竹金作1947年11月〜1948年10月
- 山岡柳吉1948年12月〜1955年3月

### 沿革
- 1889年（明治22年）4月1日 - 町村制の施行に伴い、深大寺村、佐須村、金子村、柴崎村、下仙川村、入間村、大町村の全域と、北野村の一部（残部は三鷹村に編入）が合併して神奈川県北多摩郡神代村が発足。
- 1893年（明治26年）4月1日 - 東京府へ移管。
- 1943年（昭和18年）7月1日 - 東京都制施行。
- 1952年（昭和27年）11月3日 - 神代村が町制施行して神代町となる。
- 1955年（昭和30年）4月1日 - 調布町と合併し市制施行、調布市を新設。同日神代町廃止。

## 地名

### 大字
『東京府北多摩郡神代村土地宝典』による、町内に設置されていた大字は下記のとおり。
- 入間（いりま）
- 大町（おおまち）
- 金子（かねこ）
- 北野（きたの）
- 佐須（さず）
- 柴崎（しばざき、しばさき）
- 下仙川（しもせんがわ）
- 深大寺（じんだいじ）

## 交通

### 鉄道
- 京王帝都電鉄（現京王電鉄）
  - 京王線：仙川駅 - 金子駅（現つつじヶ丘駅） - 柴崎駅

### 道路
- 甲州街道

## 名所・旧跡
- 深大寺
- 青渭神社
- 虎狛神社